# Wang Gai
Wang Gai ou Wang Kai, de son vrai nom: Gai, surnom: Anjie est un peintre chinois des XVIIe et XVIIIe siècles, originaire de Xiushui (province côtière chinoise au sud de Shanghai). Ses dates de naissance et de décès ne sont pas connues, sa période d'activité se situe probablement de 1677 à 1705 à Nankin.

## Biographie bibliographique
Graveur et illustrateur, Wang Gai est un peintre de paysage dans le style de Gong Xian. Il est surtout connu comme l'auteur principal d'un célèbre traité, le Jieziyuan Huazhuan (Chieh-tzu yûan huachuan), la Méthode de peinture du Jardin du Grain de Moutarde, qui jouit en Occident d'une extrême célébrité, tandis qu'en Chine, le monde lettré affecte à son égard d'une sorte de dédain traditionnellement réservé aux ouvrages populaires, simples et abordables. Cela toutefois n'empêche pas son succès et sa très large diffusion: il s'impose comme un indispensable manuel d'étude et de référence pour toute initiation à la pratique picturale. Composé de trois parties, sa première partie paraît tout d'abord en 1679, les deux autres en 1701. Plusieurs traductions sont faites en Occident, depuis celle de R. Petrucci, Encyclopédie de la peinture chinoise, à Paris en 1918, jusqu'à celle de Mai-mai Sze, The Tao of Painting, New York, 1956; il est bien entendu traduit en japonais, sous le titre Zenyaku Kaishi-en Gaden et il est l'objet de multiples rééditions en Chine même, celle de 1887, parue à Shanghai, étant la première dont les illustrations relèvent d'un procédé lithographique; les précédentes sont des gravures sur bois, colorées. Le titre de l'ouvrage est le nom de la maison de son premier éditeur à Nankin, Shen Xinyu.
La préface de cette première édition est due au beau-père de Wang Gai, Li Yu (mort en 1635), qui passe pendant longtemps pour être l'auteur de tout l'ouvrage. De fait, Wang Gai n'est pas le seul responsable, mais travaille avec ses deux frères, Wang Shi (surnom: Micao) et Wang Nie (surnom: Sizhi). Il est lui-même l'auteur de la première partie; il supervise les deux autres parties écrites par ses frères. Si le Jardin du Grain de Moutarde ne nous fait pas accéder aux sommets de la pensée esthétique, il ne nous en présente pas moins un document remarquable sur les méthodes d'enseignement académique, de conserve avec un étonnant dictionnaire des formes. Il pousse à sa perfection une méthode progressive d'initiation à la peinture, claire, simple et commode, qui s'impose jusqu'à nos jours: on passe des premiers éléments de la forme, en analysant leurs structures graphiques, à la forme complète, qui n'est plus que le résultat de leurs combinaisons: de la pierre à la montagne, par exemple. De la même façon, les éléments de la composition sont étudiés isolément (rochers, arbres, montagnes...), puis dans des combinaisons complexes. Les planches sont d'une grande qualité graphique, accompagnées d'un texte court et clair.
L'ensemble d'une incontestable valeur pédagogique est présentée d'une façon remarquablement méthodique: il comprend treize livres groupés en trois parties, la première sur le paysage, avec cinq livres: principes généraux, avec une section sur la préparation et l'utilisation des couleurs, le Livre des arbres, le Livre des rochers, le Livre des gens et des choses et un livre additionnel avec des exemples de paysages. Cette première partie est précédée d'une introduction de Wang Gai, intitulée Qingzaitang Huaxue Qianshuo, qui comporte un abrégé des théories classiques et d'excellents éléments de terminologie picturale. La seconde partie se constitue de quatre livres (le Livre des orchidées, le Livre des bambous, le Livre du prunier et le Livre des chrysanthèmes) et la troisième ((quatre livres elle aussi)) (le Livre des herbes, des insectes et des plantes en fleurs, le Livre des poils et plumes et des plantes en fleurs et deux livres d'exemples).

## Analyse
Huashi, volume II, page 295
van Gulik: Chinese Pictural Art, page 492
Ch'iu K'ai-ming: The Chieh-tzu yüan hua chuan, in Archives of the Chinese Art Society of America, volume V (1951)
Petrucci: Encyclopédie de la peinture chinoise, Paris, 1918
M. M. Sze: The Tao of Painting, New York, 1956.

## Préface résumée duKiai tseu yuan houa tchouan
Le Kiai tseu yuan houa tchouan ou « Les Enseignements de la Peinture du Jardin grand comme un grain de moutarde » constitue une véritable Encyclopédie de la Peinture chinoise. Ce traité fondamental rassemble les plus vieilles lois de l'esthétique extrême-orientale; il recueille les instructions et les exemples des plus grands maîtres sans donner la préférence à une école particulière ni à une époque déterminée. L'abondance des renseignements qu'il apporte, philosophiques, historiques ou techniques en font un instrument de travail de premier ordre. Aussi depuis son apparition, a-t-il été souvent, en Chine même et au Japon, réédité ou contrefait. Les raisons qu'il y avait de le traduire et d'ajouter à sa traduction littérale les matériaux accumulés dans les commentaires ou dans les notes, se justifient sans aucun doute par l'utilité qu'il peut prendre entre les mains de tous ceux, orientalistes ou amateurs d'art, qui s'intéressent à un titre quelconque à la civilisation de l'Extrême-Orient.
On cherche en vain des indications sur l'histoire de ce livre, sur la façon dont il est composé, sur la personnalité de ses auteurs. Ils laissent parler les textes et le plus souvent c'est le nom d'un maître qui apparaît pour dévoiler les caractères de son inspiration ou de sa technique. Il faut alors suppléer à leur silence; suppléer aussi au silence, plus inattendu, des bibliographies chinoises et recueillir, de sources diverses, les renseignements indispensables pour définir la valeur des textes que l'on peut lire ou des planches à étudier.
Une préface de l'édition princeps nous donne des indications suffisantes pour nous permettre de reconstituer les origines du Kiai tseu yuan houa tchouan et de définir le rôle des divers personnages qui y ont collaboré (...). Les éditions du Kiai tseu yuan houa tchouan de Chen Sin-yeou sont nombreuses. En 1782, les bois de la première édition servent à une réédition avec planches en couleurs. Ces planches, tirées sur des bois fatigués, avec assez peu de soin, ne rappellent que de loin les beaux tirages de l'édition princeps. Elle est répétée en 1800. Vers le milieu du XIXe siècle, on en publie encore des rééditions avec des planches en couleurs tirées sur des bois spécialement regravés, (...).

## Musées
- Kyōto (Yurinkan Museum, site web):
  - Homme lisant dans un pavillon près d'une rivière, signé et daté 1683, d'après Juran.
- Tōkyō  (Nat. Mus.):
  - Montagnes et pins, sur fond or daté 1694.